# Galewice
Pour la commune, voir Galewice (gmina).
Galewice est une localité polonaise, siège de la gmina de Galewice, située dans le powiat de Wieruszów en voïvodie de Łódź.